# Türnitzer Alpen
Die Türnitzer Alpen sind eine Gebirgsgruppe der Nördlichen Kalkalpen im südlichen Niederösterreich und der angrenzenden Steiermark.

## Abgrenzung
Die Türnitzer Alpen erstrecken sich vom Erlauftal im Westen bis zum Traisental im Osten. Im Süden werden sie durch das Salzatal begrenzt.
Abgrenzung  nach Alpenvereinseinteilung der Ostalpen (AVE) umgrenzt sich die Gruppe:
Alpenvorland von Wieselburg bis St. Pölten – Traisen bis Freiland – Unrecht-Traisen – St. Ägyd am Neuwalde – Keertal – Knollenhals – Halltal – Mariazell – Erlauf bis Wieselburg

## Wichtige Gipfel und Übergänge
Die Gruppe erstreckt sich über ein Gebiet von etwa 30 km mal 30 km und bildet den Übergang von den Voralpen im Donauraum zu den höheren Gipfeln der Mürzsteger Alpen, die bereits großteils in der Obersteiermark liegen. Die Berge erreichen mit dem Großen Sulzberg 1400 m Höhe, weisen aber noch weitere Gipfel über 1350 m auf. Bekanntere Gipfel sind

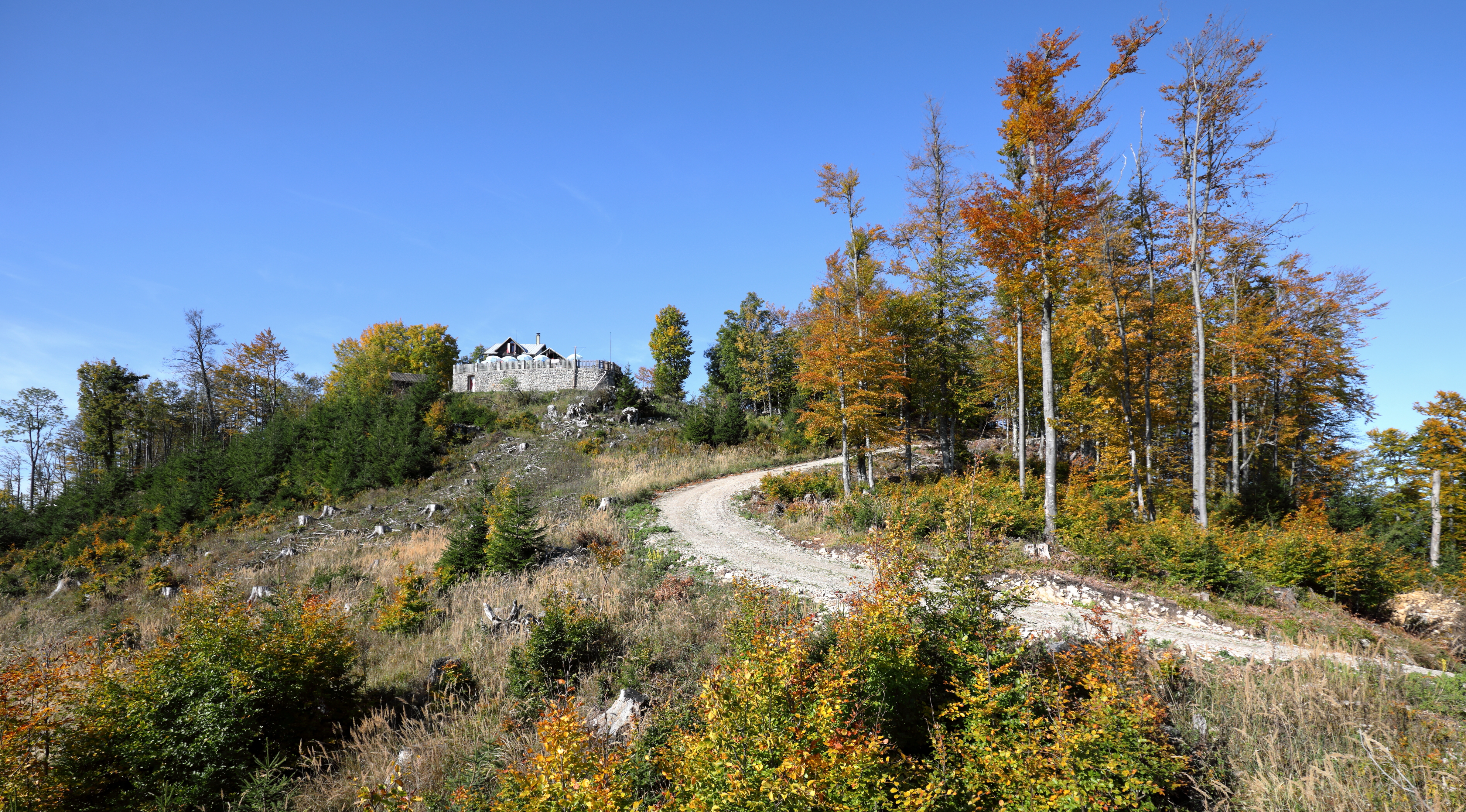
Gipfelbereich des Hohensteins mit dem Otto-Kandler-Haus

- im Bereich der Türnitzer Traisen (dem südwestlichen Haupttal) in Richtung Annaberg: Hohenstein und Eisenstein, Türnitzer Höger, Eibl und Tirolerkogel,
- im Bereich der Unrechttraisen: Türnitzer Höger und Traisenberg,
- im Süden bei Mariazell die Bürgeralpe.

An Pässen und Übergängen sind zu erwähnen:
- nach Westen das Pielachtaler Gscheid (841 m) und der Annaberg (976 m)
- im Südosten das Kernhofer Gscheid (982 m).

### Liste von Gipfeln nach Schartenhöhe
| Nr. | Gipfel             | Höhe (m) | Schartenhöhe (m) |
| --- | ------------------ | -------- | ---------------- |
| 01. | Türnitzer Höger    | 1372     | 0469             |
| 02. | Großer Sulzberg    | 1400     | 0457             |
| 03. | Schwarzkogel (⊙)   | 1365     | 0414             |
| 04. | Tirolerkogel       | 1380     | 0410             |
| 05. | Hennesteck         | 1334     | 0409             |
| 06. | Hohenstein         | 1195     | 0354             |
| 07. | Eisenstein         | 1185     | 0317             |
| 08. | Bichleralpe (⊙)    | 1378     | 0312             |
| 09. | Großer Koller (⊙)  | 1109     | 0304             |
| 10. | Karrotteberg (⊙)   | 0961     | 0290             |
| 11. | Hoher Ulreichsberg | 1276     | 0277             |
| 12. | Bürgeralpe         | 1270     | 0271             |
| 13. | Gromann (⊙)        | 1076     | 0270             |
| 14. | Geißbühel (⊙)      | 0849     | 0264             |
| 15. | Turmkogel (⊙)      | 1130     | 0262             |
| 16. | Großer Kegel (⊙)   | 1291     | 0256             |

## Geologie und Besonderheiten
Die Türnitz- und Traisentäler sind durch ihre steilen Talflanken charakterisiert, die nur wenig Platz für Siedlungen lassen, und weisen hohe Wasserqualität auf. Die Gipfelregionen sind großteils bewaldet, nur auf den bekannteren Ausflugsbergen wie Eibl und Tirolerkogel sind größere Flächen von Almen überzogen.